# Maison du Gros Chien
La maison du Gros Chien est un bloc de d'immeubles composé de plusieurs bâtiments et de cours intérieures, situé à Sedan, en France, qui fut une ancienne fabrique textile.

## Description
Le bâtiment, donnant rue du Ménil, s'élève sur deux étages, avec un portail à pilastres cannelés surmonté d'un fronton  brisé. Le rez-de-chaussée est surélevé, d'où un escalier droit en U avec rampe en fer forgé pour accéder au portail. Trois lucarnes à fronton triangulaire éclairent les combles. La date de construction de ce bâtiment, 1629, est indiqué par les têtes de tirants métalliques en façade.
Derrière ce bâtiment,  une première cour, la cour des têtes, se distingue par les mascarons sculptés, sur les linteaux des fenêtres du rez-de-chaussée. Il se dit que ces têtes représenteraient Élisabeth de Nassau, son entourage et ses enfants... Trois des côtés de cette cour, en appareillage de pierre, ne comportent qu'un seul étage, et un étage de comble aux lucarnes maçonnées, à pilastre et fronton cintré. Le quatrième côté est l'envers du bâtiment donnant rue de Ménil. Le rez-de-chaussée, côté cour, n'est plus surélevé.
Une deuxième cour, dans le prolongement, ouvre à l'ouest sur la rue de Berchet, au sud sur la première cour et à l'est sur la troisième cour. Les bâtiments sont bâtis en moellons, hormis les encadrements en pierre de taille. Le décor est plus dépouillé. Les baies sont simplement rectangulaires, seul le fronton des lucarnes est mouluré.

## Localisation
La maison est située dans le département français des Ardennes, sur la commune de Sedan, dans la rue du Mesnil, à proximité du château-fort.

## Historique
La Manufacture des Gros-Chiens, aujourd'hui maison dite du Gros Chien, est érigée en 1629 par Henri de Lambermont (maître de forges), sur une ancienne académie militaire. Denis Rousseau en fait l'acquisition en 1688 et la transforme en manufacture de draps. Son fils Antoine lui succéde. Premier concurrent sérieux du Dijonval, la fabrique est rachetée par Laurent Cunin-Gridaine en 1823 et étendue par construction d'un nouveau bâtiment à l'arrière 9 rue de Bayle. En 1842, l'ensemble est qualifié de maison et non plus  de fabrique sur le cadastre.
L'édifice est classé au titre des monuments historiques en 1978 et inscrit la même année.

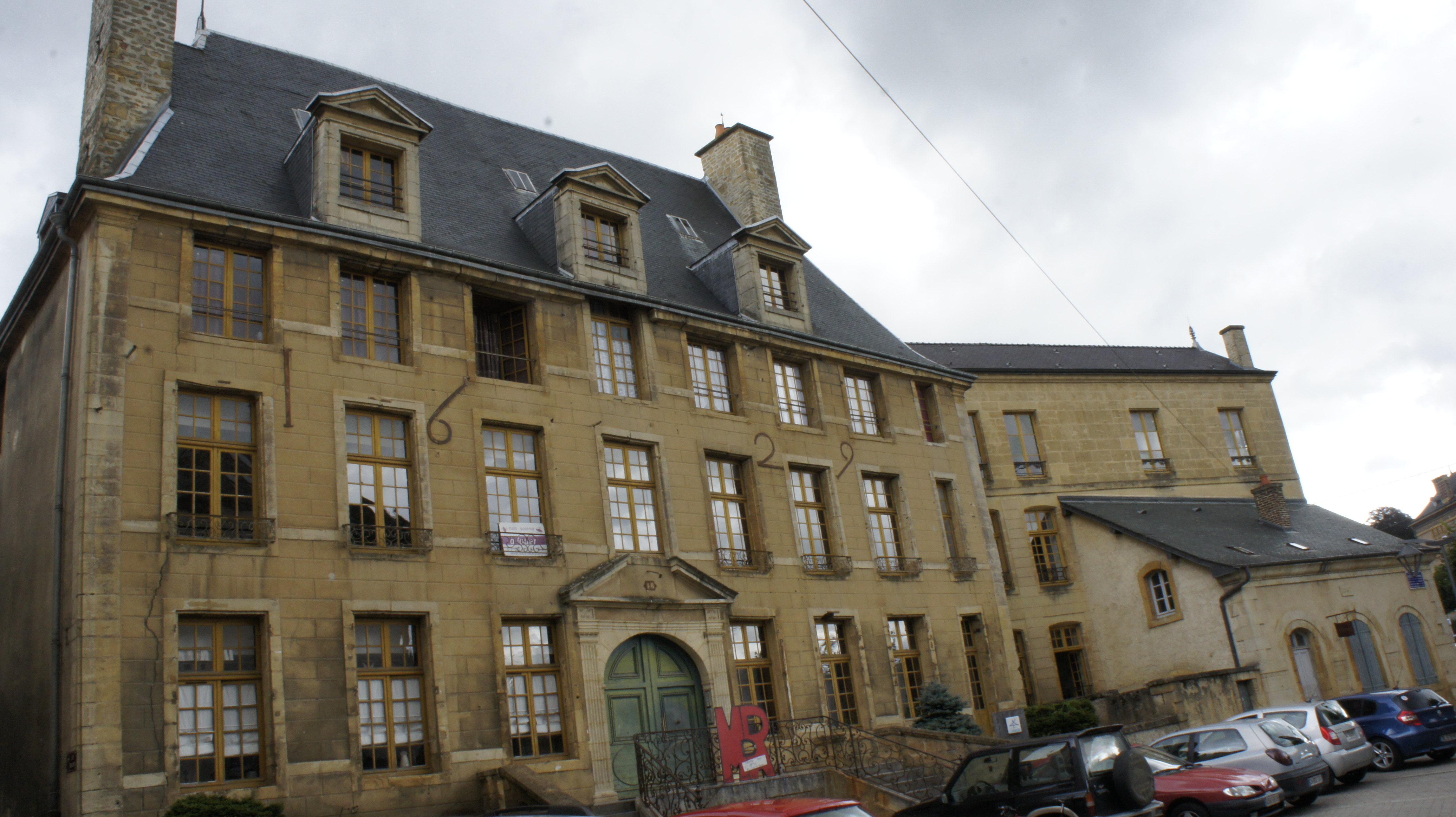
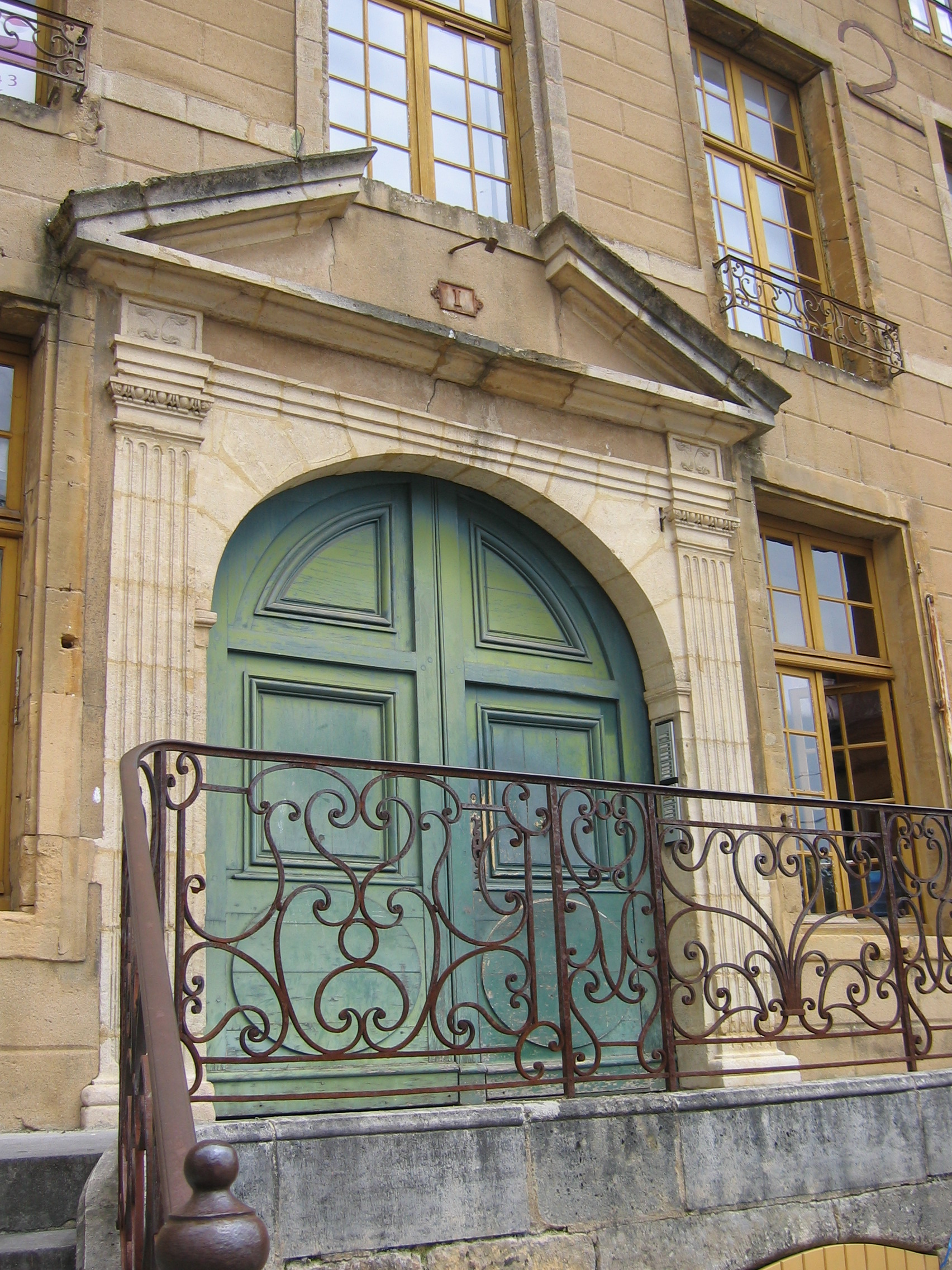
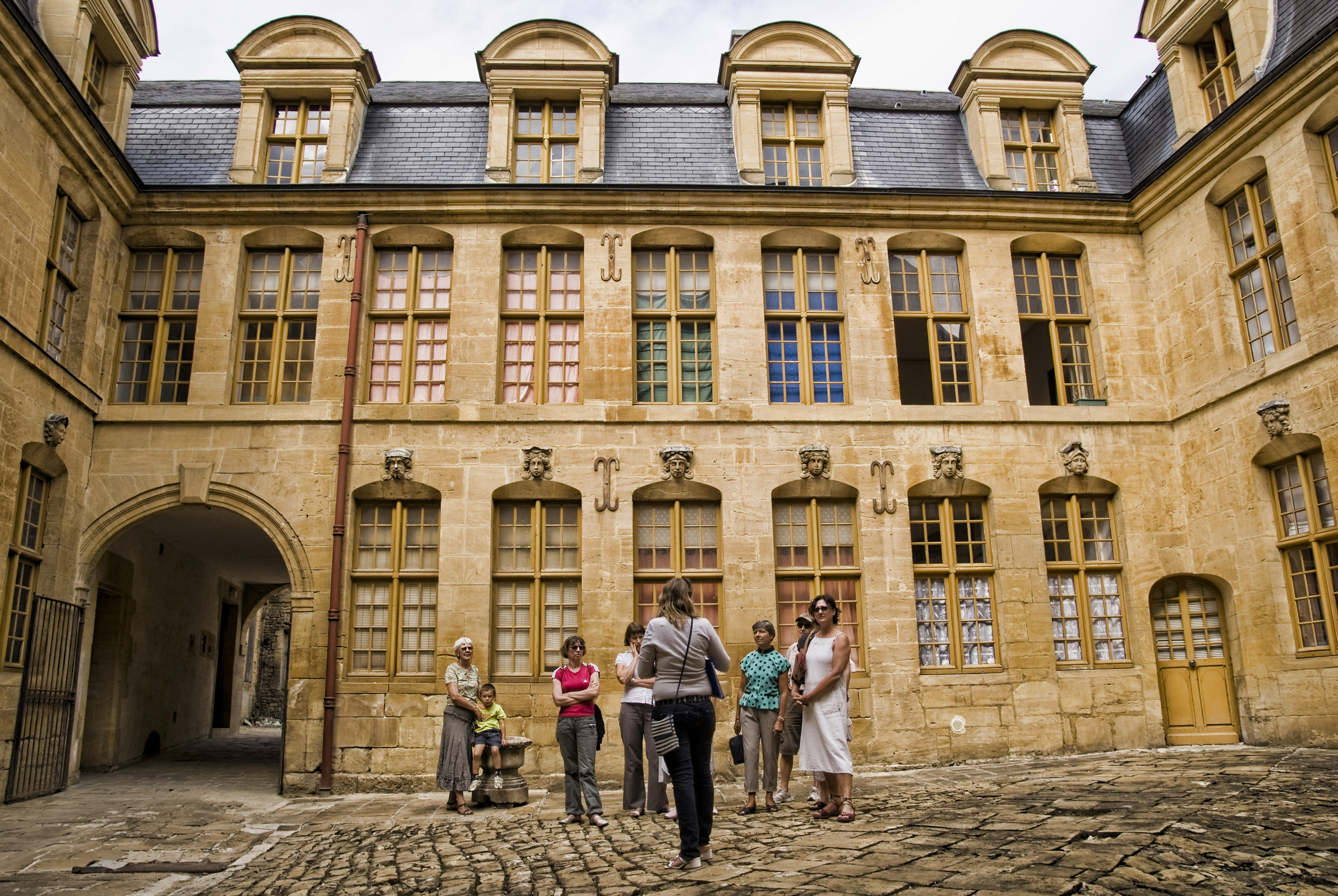
Cour des Têtes
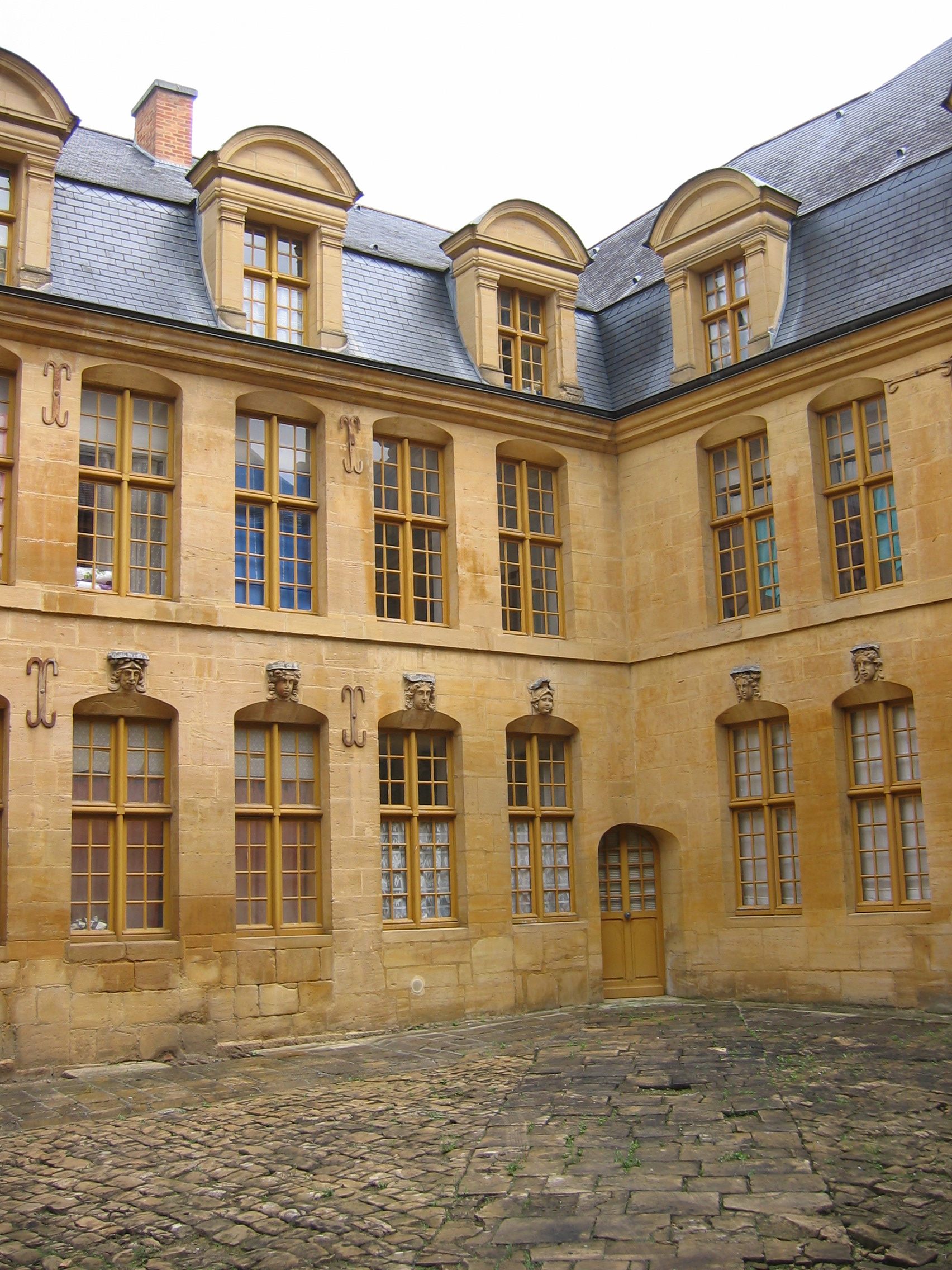
Cour des Têtes
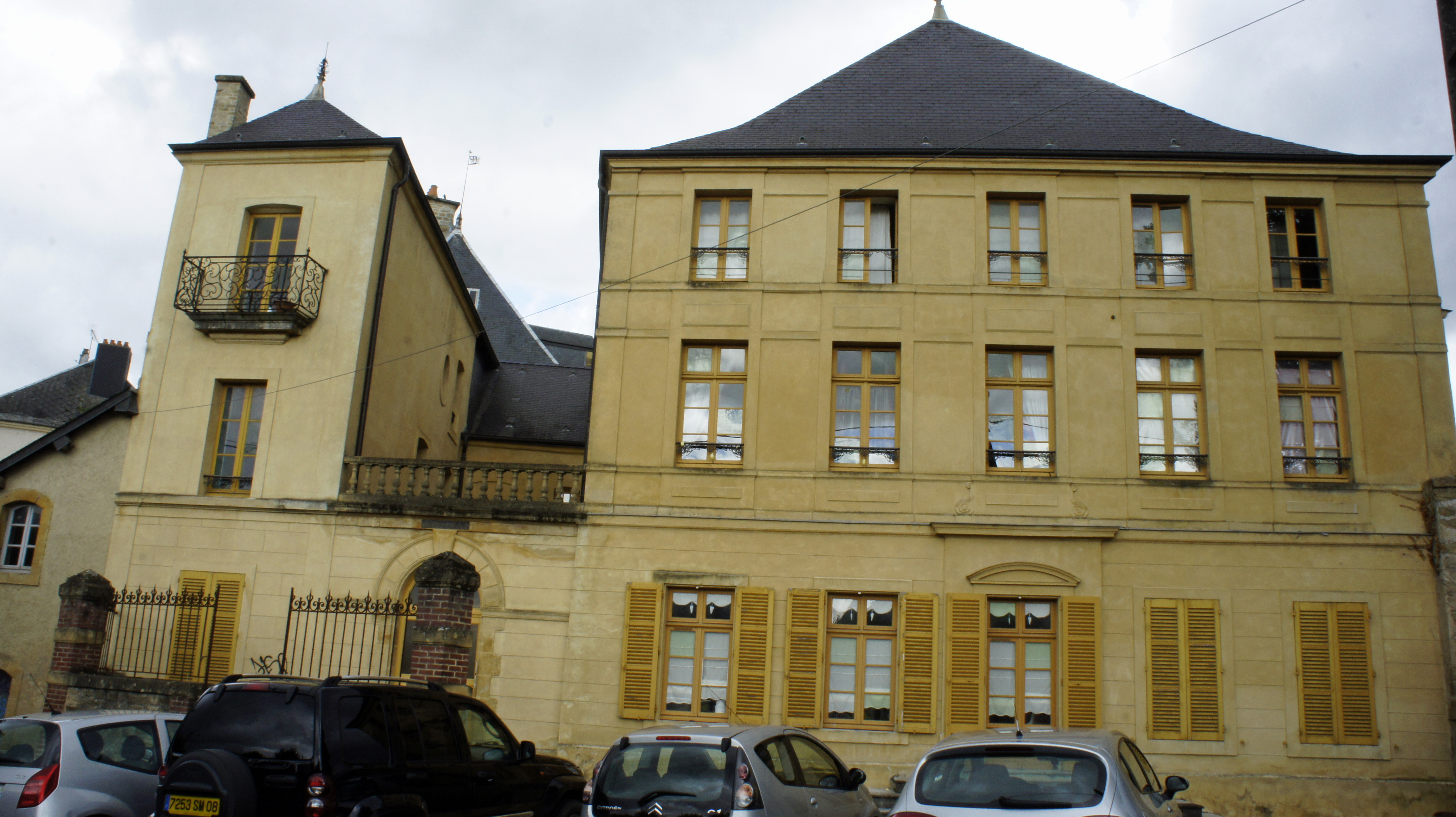